# Micriantha
Micriantha là một chi bướm đêm thuộc họ Noctuidae.

## Loài
- Micriantha decorata Frivaldsky, 1845